# Серетень (Гинчештський район)
Серетень (рум. Sărăteni) — село у Гинчештському районі Молдови. Входить до складу комуни, адміністративним центром якої є село Котул-Морій.

## Населення
За даними перепису населення 2004 року у селі проживали 619 осіб.
Національний склад населення села:
| Національність       | Кількість осіб | Відсоток   |
| -------------------- | -------------- | ---------- |
| молдавани румуни     | 18 592         | 2,9% 95,6% |
| українці             | 3              | 0,5%       |
| росіяни              | 2              | 0,3%       |
| гагаузи              | 1              | 0,2%       |
| болгари              | 1              | 0,2%       |
| цигани               | 1              | 0,2%       |
| інша / без відповіді | 1              | 0,2%       |
| Всього               | 619            | 100%       |